# Moldavia en los Juegos Olímpicos de Río de Janeiro 2016
Moldavia estuvo representada en los Juegos Olímpicos de Río de Janeiro 2016 por un total de 23 deportistas que compitieron en 8 deportes. Responsable del equipo olímpico es el Comité Nacional Olímpico y Deportivo de la República de Moldavia, así como las federaciones deportivas nacionales de cada deporte con participación.
El portador de la bandera en la ceremonia de apertura fue el luchador Nicolae Ceban.

## Medallistas
El equipo olímpico de Moldavia no obtuvo ninguna medalla en estos Juegos. Originalmente, el piragüista Serghei Tarnovschi fue tercero en la prueba de C1 1000 m, pero la medalla de bronce le fue retirada en julio de 2017 por dar positivo por dopaje.
| Nombre             | Deporte    | Competición |
| ------------------ | ---------- | ----------- |
| Oro                |            |             |
| —                  |            |             |
| Plata              |            |             |
| —                  |            |             |
| Bronce             |            |             |
| Serghei Tarnovschi | Piragüismo | C1 1000 M   |